# 叫一声妈妈
《叫一声妈妈》(又名: 麻雀变凤凰) 是浙江华策影视有限公司投资拍摄的一部伦理电视连续剧，共28集。本剧于2006年8月开始拍摄，到年底杀青。2007年8月25日在上海东方电影频道首次播出后，观众反响热烈。本剧的编剧是王丽萍，也是同类型电视剧《错爱一生》的编剧。歌曲《再叫一声妈妈》由著名歌手韩红演唱。
本剧有坐牢服刑，大火险情、刮胡刀血案等一系列激烈的情节，虽然是一部家庭情感剧，但确加入了不少悬疑的色彩，极好的抓住了观众的心，故在上海东方电影频道播出后夺得了收视冠军，负责人表示“每天都有很多观众打电话来问几点重播，还要求播完了再播一次”。不过有人认为家庭伦理剧应该有较高的道德底线，对此编剧王丽萍回应“不管剧情有多激烈，倡导人心向善从来都是我的作品的主题”。业内人士认为，以往的家庭伦理剧婆婆妈妈的叙述手法使观众感到没有新意，悬疑等曲折刺激的情节能够更好的吸引观众。而孙菲菲夸张、极端的表演也是观众热议的话题。

## 概述
剧中的简小单（叶璇扮演）、简圆月（孙菲菲扮演）是一对极端对立的姐妹，前者是善若水，后者是恶如蝎。通过人性的剧烈碰撞，演绎了一段爱恨情仇的故事。

### 观众评价
- 她（叶璇）以前演了很多坏人，这次好的让人心疼，小单像蒸馏水一样纯，真的是太完美了！
- 以前一直觉得家庭伦理剧是只属于师奶们的，《叫一声妈妈》改变了我的看法，从剧中回望人生、感悟人生，心里真的久久无法平静。
- 孙菲菲演的圆月简直坏到骨子里了，我恨圆月，一看到她就非常非常不爽。
- 我觉得这个角色是她（孙菲菲）表演上的突破，也是一个机遇，原来孙菲菲演坏人也可以演得这么好。[1]

## 演员
- 叶　璇 饰 简小单
- 孙菲菲 饰 简圆月
- 张　默 饰 刘卫强
- 张天霖 饰 迈　克
- 馨　子 饰 辛　蒂
- 赵　越 饰 简　丽
- 李　颖 饰 廖中秋

## 主创
- 制片人：何欣
- 制片主任：周炳祥 王世京
- 出品人：赵依芳 任仲伦 丁晖
- 监　制：李霓 陈雨人 肖红 余海燕 赵晓晓 盛林镇
- 总策划：程圣德 张伟英 罗芳红 单金良 倪德松

## 音乐
- 《再叫一声妈妈》
  - 作词：朱海 作曲：王黎光 演唱：韩红

### 简述
- 歌词采取咏叹的方式去诠释剧中的母女关系，从儿女的角度出发，表达对母亲的感激。
- 曲调使用民族音乐的气质、旋律，以求简练、感人的效果。[4]